# Associação Caramuru Esportes de Castro
A Associação Caramuru Esportes de Castro (conhecido como Caramuru ou ainda Caramuru Futsal e cujo acrónimo é ACEC)  é um clube poliesportivo brasileiro, baseado no município de Castro, que situa-se na região Centro Oriental do estado do Paraná. Fundada em 2013, a agremiação possui equipes em modalidades como  futebol amador, basquete e voleibol, no entanto, a equipe de futsal profissional , é a que possui mais expressão dentre essas, disputando desde 2013, as competições da Federação Paranaense de Futsal, sendo que conquistou o vice-campeonato da Chave Bronze no mesmo ano, garantindo o acesso para a Prata de 2014 . O clube é regido financeira e administrativamente, por dirigentes ligados ao esporte do município assim como pelo poder público, contando também com o imensurável apoio de uma gama de patrocinadores locais.
O nome Caramuru, ressoa a tradição esportiva castrense já que o Caramuru Esporte Clube, disputou seguidas edições do Campeonato Paranaense de Futebol, e marcou sua nomenclatura na história daquela região, em virtude de tal fato a secretaria de esportes resolveu resgatar a nominata.
As suas cores tradicionais são o preto e o branco. O local de mando dos jogos é o Ginásio Esportes Douglas Pereira, que tem capacidade para cerca de 3.500 espectadores.

## Títulos

### Estaduais
- Campeonato Paranaense de Futsal - Chave Prata: 1 (2014)

## Ligações Externas
- Página Oficial do clube no Facebook